# Joby Ogwyn
Joby Ogwyn, né le 8 août 1974 en Louisiane aux États-Unis, est un alpiniste, un sauteur extrême de BASE jump et de vol en wingsuit.

## Carrière
À l'âge de 15 ans, Ogwyn se rend au Guatemala avec des amis pour escalader des volcans et visiter des ruines de la civilisation maya, puis au Kilimandjaro à 18 ans. En 1999, il devient le plus jeune Américain à atteindre le sommet du mont Everest et détient depuis le record de l'ascension la plus rapide : du camp de base sud au sommet en 9 h 30. À 26 ans, avec l'ascension du massif Vinson, il devient le plus jeune alpiniste à avoir grimpé les sept sommets. En 2007, Ogwyn fait équipe avec National Geographic pour « Aventure Wanted » afin de mettre en valeur ses compétences, y compris le saut de BASE et la course automobile. En 2009, il effectue son premier vol en wingsuit depuis le sommet du Cervin.
Le 5 février 2014, Discovery Channel annonce la diffusion en direct du saut d'Ogwyn en wingsuit depuis le sommet de l'Everest. Prévu pour le 4 mai 2014, ce saut présente un dénivelé vertical de plus de 3 000 mètres à une vitesse de pointe de près de 250 km/h. Cependant, il est annulé en raison de l'avalanche du mont Everest.

## Cinéma
- 2013 : After Earth - cascadeur
- 2013 : Wingsuit Warrior: Jeb Corliss vs. The World - lui-même
- 2013 : Heaven's Gate - lui-même